# Besos de amor
Besos de Amor, es un sencillo del cantante panameño Nigga perteneciente a su tercer álbum de estudio Romantic Style Parte 3: Desde La Esencia. Presenta al miembro de Kumbia All Starz, Ricky Rick. Fue escrito por Nigga, Reynold Martínez Esparza y Ricardo, mientras que en la producción cuenta con Predikador . El sencillo fue lanzado el 19 de enero de 2010 en México y el 26 de enero de 2010 en Estados Unidos a través del sello discográfico EMI.

## Video musical
El video musical fue filmado el 27 de enero de 2010 y se estrenó el 23 de febrero del mismo año, fue dirigido por Eduardo Duque con Andre Barren. Cuenta con la participación del presentador mexicano, el comediante Omar Chaparro y la actriz brasileña Ana Ángela. El video muestra a un hombre que sueña despierto durante toda la trama para besar a su amada, pero todo sale mal y no es hasta el final que puede cumplir su sueño. El video muestra a Flex y Rick bailando y cantando sin estar involucrados en la trama. 

## Listas
La canción entró en Billboard Hot Latin Songs en el número 50 y en Latin Tropical Songs en el número 39. También figura en Latin Rhythm Songs en el número 10, convirtiéndose en su cuarto sencillo entre los diez primeros en la lista y en Latin Pop Songs en el número 40. La canción también ingresó a la lista de Venezuela, Record Report en el número 121.
| Listas (2010)                          | Posición más alta |
| -------------------------------------- | ----------------- |
| Hot Latin Songs                        | 36                |
| Latin Rhythm Airplay Chart (Billboard) | 7                 |
| Latin Tropical Airplay (Billboard)     | 26                |
| Latin Pop Songs                        | 40                |
| Record Report                          | 104               |